# Schalleria forceps
Schalleria forceps är en kvalsterart som beskrevs av Balogh och Sandór Mahunka 1980. Schalleria forceps ingår i släktet Schalleria och familjen Microzetidae. Inga underarter finns listade i Catalogue of Life.